# Caro Michele
Caro Michele és una pel·lícula de 1976 dirigida per Mario Monicelli, basada en la novel·la homònima de Natalia Ginzburg.

## Argument
Michele sembla implicat en les protestes polítiques i estudiantils de 1968, i fuig de Roma a Londres, deixant també el seu pare malalt que mor a l'hospital sense tornar-lo a veure. Tanmateix, manté correspondència amb la seva mare, germanes, amics, que també li fan treure una metralladora amagada al soterrani on vivia, i recomana tenir cura de la Mara, una noia que va deixar enrere, potser la mare del seu fill. Tant ella en persona com Michele per correu continuen llançant-los la seva inestabilitat vital. La Mara també és extremadament intrusiva i opinada, continua explotant les bones disposicions de qualsevol que entri a la seva vida. Fins i tot a l'estranger sembla que Michele segueix fent passos precipitats, com el matrimoni sobtat amb una noia d'orientació política semblant, a qui acaba de conèixer i que aviat abandona. A partir de notícies fragmentàries, finalment sembla participar en noves manifestacions violentes a Bruges, durant les quals mor.
La Mara també és extremadament intrusiva i opinada, continua explotant les bones disposicions de qualsevol que s'entri a l'abast. Fins i tot a l'estranger sembla que Michele segueix fent passos precipitats, com el matrimoni sobtat amb una noia d'orientació política semblant, a qui acaba de conèixer i que aviat abandona. A partir de notícies fragmentàries, finalment sembla participar en noves manifestacions violentes a Bruges, durant les quals mor.
La pel·lícula segueix la vida quotidiana de la classe petita o mitjana al voltant dels dos, en contínua lluita en els intents d'acomodar els problemes contínuament plantejats per tots dos en va, així com en diversos casos el propi cansament de vida i la depressió subjacent.

## Repartiment
- Mariangela Melato: Mara Castorelli
- Delphine Seyrig: Adriana Vivanti
- Aurore Clément: Angelica Vivanti
- Lou Castel: Osvaldo
- Fabio Carpi: Fabio Colarosa
- Marcella Michelangeli: Viola Vivanti
- Alfonso Gatto: pare de Michele
- Eriprando Visconti: Filippo
- Isa Danieli: Livia
- Renato Romano: Oreste
- Giuliana Calandra: Ada
- Costantino Carrozza: marit de Livia
- Luca Dal Fabbro: Ray
- Adriana Innocenti: Matilde, cunyada d'Adriana
- Loredana Martinez: cosina de Mara
- Eleonora Morana: minyona de Colarosa
- Alfredo Pea: cunyat de Livia

## Distribució
Presentada com a preestrena al 26è Festival Internacional de Cinema de Berlín, la pel·lícula es va estrenar als cinemes italians a partir de l'1 d'octubre de 1976.
El 2021, la Cineteca Nazionale va supervisar la restauració de la pel·lícula.

## Recepció
Rebuda positivament per la crítica, es considera generalment una obra madura de Monicelli, lluny dels cànons passats de commedia all'italiana.
Paolo Mereghetti el valora com «encobertament íntim, reflexiu i ombrívol».

## Curiositat
- En el repartiment, en un petit paper, interpreta Eriprando Visconti, director i nebot de Luchino Visconti.
- Les emissions de les 3 emissores de Tele + (TELE+1 TELE+2 I TELE+3) es van obrir repetint aquesta pel·lícula durant diversos dies.

## Agraïments
- 1977 - David di Donatello
  - Millor actriu a Mariangela Melato
- 1977 - Nastro d'argento
  - Millor actriu a Mariangela Melato
- 1976 - Festival de Cinema de Berlín[4]

- - Ós de Plata al millor director a Mario Monicelli
  - Nominació per a l'Ós d'Or a Mario Monicelli